# Botanophila trifurcatoides
Botanophila trifurcatoides este o specie de muște din genul Botanophila, familia Anthomyiidae, descrisă de Xue în anul 2007. Conform Catalogue of Life specia Botanophila trifurcatoides nu are subspecii cunoscute.